# Charles Frazier
Charles Frazier (Asheville (Carolina del Norte), 4 de noviembre de 1950) es un novelista americano que ganó el National Book Award for Fiction (Premio Nacional del Libro de Ficción).

## Biografía
Frazier nació en Asheville (Carolina del Norte) y creció en Andrews (Carolina del Norte). Se graduó en la Universidad de Carolina del Norte en Chapel Hill en 1973 y en 1986 obtuvo su doctorado en inglés en la Universidad de Carolina del Sur.

## Carrera
En 1997 publicó Cold Mountain, su primera novela, publicada en español con su título traducido, «Monte Frío». La historia relata el viaje de Inman, un soldado herido del ejército confederado que deserta hacia el final de la guerra de Secesión norteamericana. El libro narra su desgarradora peripecia desde que huye del ejército para volver con Ada, la mujer que dejó al marchar a la guerra. Ada le espera mientras se enfrenta ella misma a innumerables dificultades. El poder del amor de Ada e Inman y el esfuerzo que dedican a intentar reunirse de nuevo son el motor de la novela, junto con el contexto histórico incorporado por Frazier. El autor hace un relato de la guerra desde el punto de vista del soldado decepcionado y el sufrimiento de las personas que dejaron atrás al partir. La obra es rica en elementos culturales de las montañas de Carolina del Norte, y se basa en la historia local y en los relatos que narraba a Frazier su padre sobre su antepasado William Pinkney Inman. Inman, que procedía del área aledaña al pico de Cold Mountain, en la zona occidental de Carolina del Norte, sirvió en el ejército confederado, de donde desertó tras ser herido dos veces, y se cree que está enterrado en un cementerio local. El Inman real fue soldado en la Compañía F del 25 Regimiento de Infantería de Carolina del Norte, que participó en el sitio de Petersburg (Virginia).
Cold Mountain ganó el Premio Nacional del Libro de Ficción en 1997 y en 2003 fue adaptada al cine en una película del mismo título dirigida por Anthony Minghella.
La segunda novela de Frazier, Thirteen Moons, publicada en 2006, relata la historia de un hombre a lo largo de un siglo de cambios en América. Ambientada también en la zona occidental de Carolina del Norte, la obra cuenta la implicación de un hombre blanco con los indios cheroqui antes y durante su expulsión de varios estados. Es la historia de la lucha y el triunfo contra los planes de la joven nación estadounidense para desterrar a los nativos cheroqui y reubicarlos en Oklahoma. Tras el éxito de Cold Mountain, la editorial Random House ofreció a Frazier 8 millones de dólares por Thirteen Moons.
El último libro de Frazier, Nightwoods, está ambientado en el siglo XX, y también se sitúa en los Apalaches.

## Obras
- Cold Mountain (1997) ISBN 978-0802142849
- Thirteen Moons (2007) ISBN 978-0812967586
- Nightwoods (2011) ISBN 978-0812978803
- Varina (2018) ISBN 978-0062405982 e ISBN 978-0062834386 (internacional)